# Austin A40 Sports
O  A40 Sports  é um modelo esportivo compacto da Austin Motor Company. 